# Оксбоу Естејтс (Аризона)
Оксбоу Естејтс (енгл. Oxbow Estates) насељено је место без административног статуса у америчкој савезној држави Аризона.

## Демографија
По попису из 2010. године број становника је 217.
| Група             | 2000.    | 2010.       |
| Белци             | 0 (0,0%) | 195 (89,9%) |
| Афроамериканци    | 0 (0,0%) | 0 (0,0%)    |
| Азијати           | 0 (0,0%) | 0 (0,0%)    |
| Хиспаноамериканци | 0 (0,0%) | 21 (9,7%)   |
| Укупно            | 0        | 217         |